# Батлер, Альфред Джошуа
Альфред Джошуа Батлер (англ. Alfred Joshua Butler; 1850[…] — 1936[…]) — британский историк-антиковед, коптолог. Член Королевского общества древностей.

## Биография
Обучался в Оксфордском университете, с 1877 года работал в его Брасенос-колледже. В 1902 году защитил диссертацию. Автор работ по коптологии и истории Египта в период арабского и византийского владычества. Получил статус «друга коптов». В своей диссертации Батлер писал, что знает этот народ много лет и имеет высокое мнение об их способностях и характере. Когда Коптский конгресс в 1911 году выдвинул ряд требований к британским властям, чтобы «положить конец несправедливости, от которой копты страдали под британским правлением», он встал на сторону коптов против сэра Эльдона Горста, генерального консула Великобритании в Египте (1907—1911), политика которого заключалась в том, чтобы (возвысить) магометан и принизить христиан, дать разрешение большинству и обуздать меньшинство. Обращаясь к политикам, которые считали, что копт не может занимать командные и властные должности в стране с мусульманским большинством, он сказал, зная характер коптов, которым он обладал: «Я, например, не должен бояться, что коптский мудир или мамур не проявит такта или справедливости, доброты или храбрости».
Но главное достижение Батлера для коптов было в области научных исследований. Он был одним из тех английских джентльменов, которые благодаря скрупулезным и упорным исследованиям оказали коптам огромную услугу. Коптские националисты благодарны ему за всю его важную работу в области коптологии, но особенно за исправление истории арабской оккупации Египта и опровержение необоснованных утверждений о том, что египтяне (копты) приветствовали и помогали арабам при завоевании; что арабы хорошо относились к египтянам во время вторжения; и что арабы были приняты египтянами как освободители. Книга «Арабское завоевание Египта» стала в то время главным справочником по событиям, которые предшествовали, сопровождали и вскоре последовали за событием, что вынесено в её заглавие.
Член Лондонского общества антиквариев. Автор трёх статей в 11 издании Британской энциклопедии, в том числе о Данте Алигьери.

## Работы
- Amaranth and Asphodel : songs from the greek anthology (англ.). — London: Kegan Paul, 1881. — 83 p.
- The ancient coptic churches of Egypt. in 2 volumes (англ.). — Oxford: Clarendon Press, 1884. — Vol. I. — XIV, 377 p.
- The ancient coptic churches of Egypt. in 2 volumes (англ.). — Oxford: Clarendon Press, 1884. — Vol. II. — XII, 409 p.
- Court life in Egypt (англ.). — London: Chapman and Hall, 1887. — 298 p.
- The churches and monasteries of Egypt and some neighbouring countries attributed to Abu Salih, al-Armani (англ.) / edited and translated by B. T. A. Evetts with added notes by Alfred J. Butler. — Oxford: Clarendon Press, 1895. — XXV, 382 p.
- The arab conquest of Egypt and the last thirty years of the roman dominion (англ.) / ed. by P. M. Fraser. — Oxford: Clarendon Press, 1902. — LXXXIII, 563 p.
- The Treaty of Misr in Tabari : an essay in historical criticism (англ.). — Oxford: Clarendon Press, 1913. — 87 p.
- Babylon of Egypt : a study in the history of old Cairo (англ.). — Oxford: Clarendon Press, 1914. — 64 p.
- Islamic pottery : a study mainly historical (англ.). — London: Ernest Benn Limited, 1926. — 179 p.
- Sport in classic times (англ.). — London: E. Benn, 1930. — 213 p. — ISBN 978-0-913-23213-2.